# Hendrik Beyaert
Hendrik Jozef Frans Beyaert (Kortrijk, 29 juli 1823 - Brussel, 22 januari 1894, ook bekend als Henri) was een Belgisch architect en toonaangevend figuur van het eclecticisme. Hij hanteerde tal van neostijlen waaronder de Vlaamse neorenaissance en wordt beschouwd als een van de belangrijkste Belgische architecten van de 19de eeuw.

## Biografie

### Afkomst en studies
Beyaert was het tiende kind van een bescheiden drukkersfamilie uit Kortrijk. Hij was een van de eerste leerlingen van het Sint-Amandscollege. Hij volgde tekenkunst aan de plaatselijke tekenacademie waar hij in 1838 de eerste prijs voor tekenen haalde. Zijn ouders konden echter geen hogere studies betalen voor hem. Beyaert werd op jonge leeftijd bankbediende in het kantoor van de Nationale Bank van België in zijn geboortestad. Al snel liet Beyaert het bankwezen voor wat het was en werd hij leerling-metselaar bij de bouw van het nieuwe station van Doornik. (Vele jaren later werd dit gebouw vervangen door een gebouw dat door Beyaert werd ontworpen). Het was in die periode dat hij zich begon te verdiepen in de architectuur.
In 1842 trok Beyaert naar Brussel waar hij werk vond als gerant van een winkel in tweedehandsboeken. Hij schreef zich in aan de Koninklijke Academie voor Schone Kunsten van Brussel waar hij een leerling was van Tieleman Franciscus Suys die een grote invloed op Beyaert zou uitoefenen. Op de academie ontmoette Beyaert architect Félix Janlet die in hem geloofde en hem een job aanbood. Dankzij deze job en een studiebeurs van zijn geboortestad Kortrijk die Beyaert inmiddels ontving, kon hij zijn studies in 1846 beëindigen met de eerste prijs voor bouwkunde.
Beyaert trouwde in 1850 met Joséphine Fontaine die een bontwinkel had. Door dit huwelijk kreeg hij toegang tot de sociaal hogere klasse.

### Eerste periode (1851-1860)

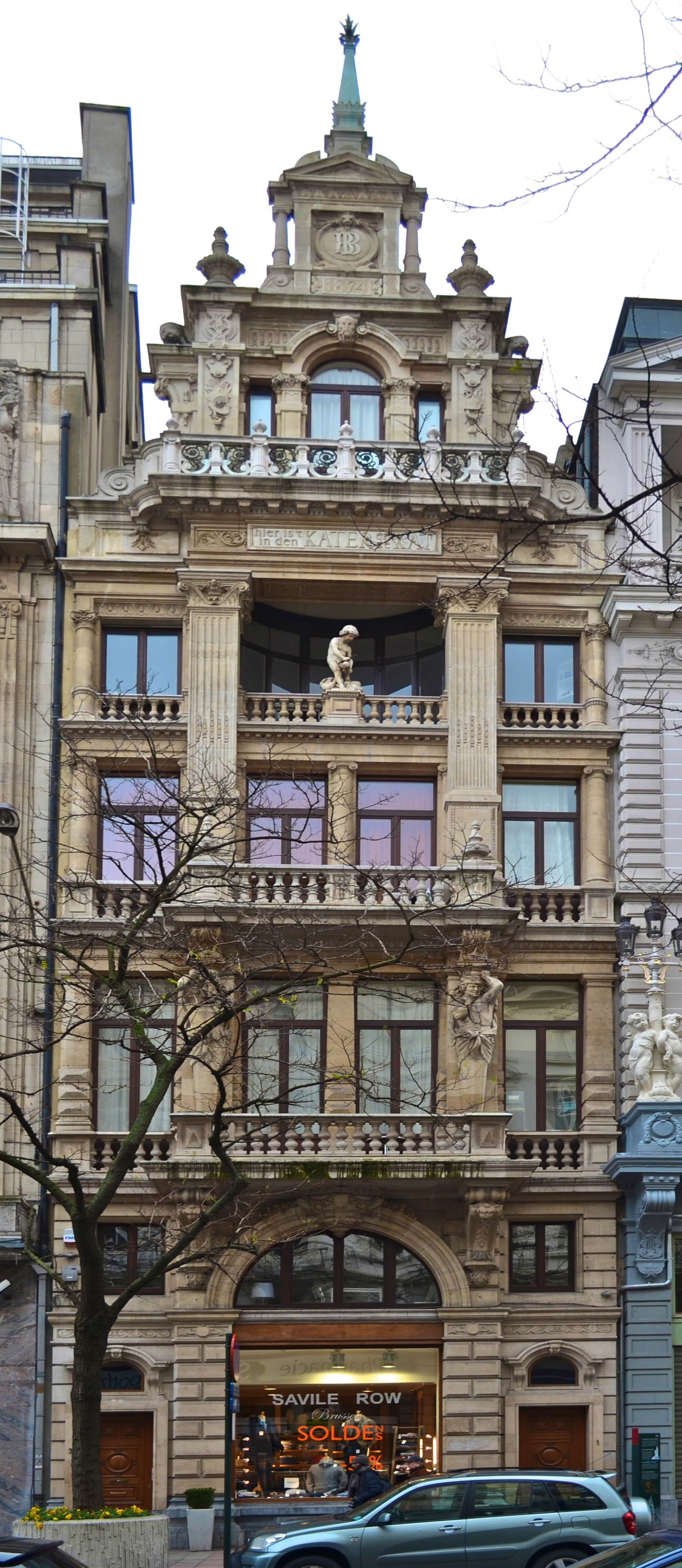
Huis Hier ist in den Kater en de Kat, Adolphe Maxlaan, Brussel

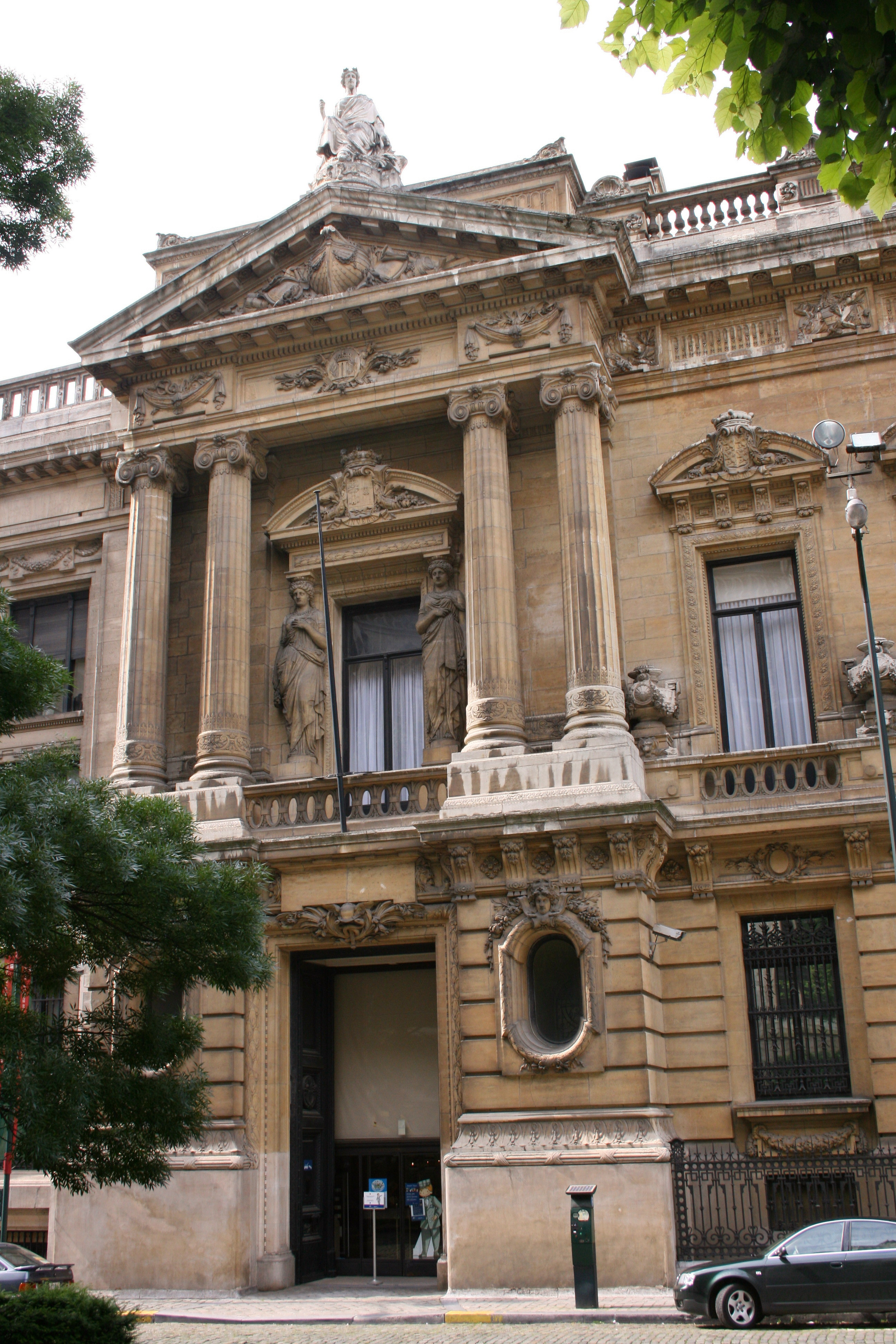
Nationale Bank van België

Beyaert bleef bij Janlet werken tot in 1851. Als zelfstandig architect ging hij weg van de neoklassieke stijl die hij eerst aanhield en experimenteerde met een neo-Lodewijk XVI-stijl die hij tot zowat 1860 aanhield. In 1851 kreeg Beyaert reeds de opdracht om het oorspronkelijke Kursaal van Oostende te ontwerpen. Hij ontwierp een gebouw dat hoofdzakelijk in hout was opgetrokken. Het gebouw werd in 1877 afgebroken en opnieuw opgebouwd in het Franse Rosendaël waar het nog 50 jaar dienst zou doen.
Zijn eerste openbare opdracht was het ontwerp van de straatverlichting van de Brusselse lanen ter gelegenheid van de 25ste verjaardag van het koningschap van Leopold I. Zijn eerste openbare bouwwerk was de bouw van de hoofdzetel van de Nationale Bank van België te Brussel. Hij kreeg de opdracht in 1859 na het winnen van een architectuurwedstrijd. Voor het ontwerp van het neobarokke gebouw werkte Beyaert samen met Wynand Janssens. Met dit ontwerp was de naam van Beyaert definitief gevestigd.

### Tweede periode (1860-1880)

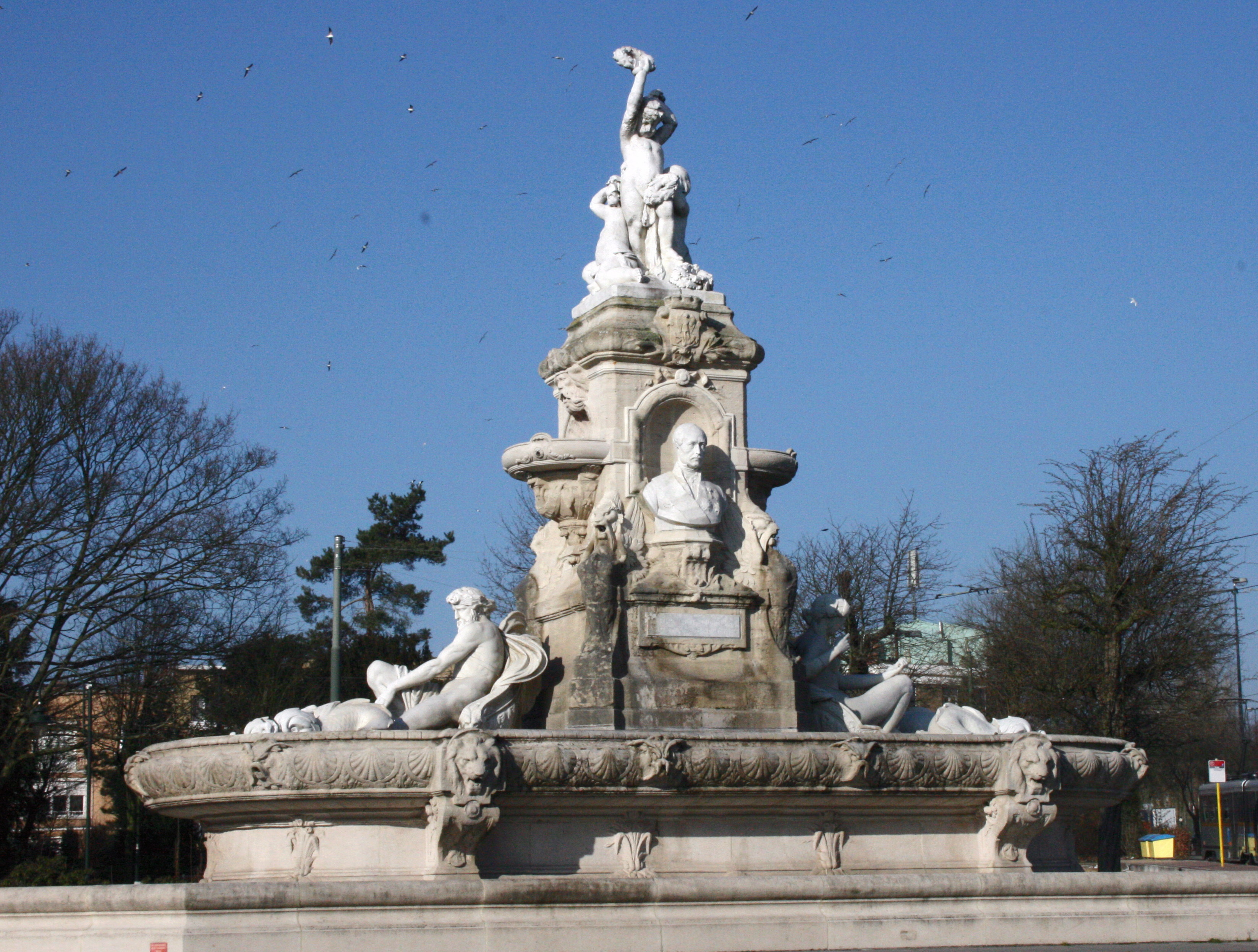
De Brouckèrefontein uit 1866

De periode 1860-1880 was Beyaerts meest actieve en meest creatieve periode. Hij telde onder zijn klanten zowel de openbare besturen, de adel als de hogere burgerij. Vanaf 1863 restaureerde Beyaert de Hallepoort in neogotische stijl waarbij het gebouw dat gebruikt werd als museum, vergroot werd door er een aantal torens aan toe te voegen. Omstreeks 1870 was de restauratie voltooid.
Beyaert had een grote belangstelling voor het werk van de Franse architect Eugène Viollet-le-Duc. In 1868 begon Beyaert met de restauratie van het kasteel van Faulx-les-Tombes, een restauratie die sterk geïnspireerde was op de restauratie van het kasteel van Pierrefonds door Viollet-le-Duc. In 1874 ontwierp Beyaert eveneens de kerk van Faulx les-Tombes.
In 1866 ontwierp Beyaert de De Brouckèrefontein ter nagedachtenis van burgemeester Charles de Brouckère van Brussel. De fontein bevond zich oorspronkelijk aan de Naamsepoort⁣, maar werd in 1957 afgebroken en in 1977 opnieuw opgebouwd op de Jan Palfijnsquare in Laken.
Andere overheidsopdrachten waren de Antwerpse kantoren van de Nationale Bank van België (1874-1879), het station van Doornik (1875-1879 en vernietigd tijdens de Tweede Wereldoorlog) en het herenhuis Kegeljan in Namen (1878-1880) die alle in een Vlaamse neorenaissancetrant werden gebouwd.
Een meer classicistischer stijl hield Beyaert aan bij het ontwerp van het gebouw met de feestzalen van de Concert Noble in Brussel in 1873. Vanuit de galerij vertrekkende bouwde hij een crescendo van steeds ruimer wordende zalen tot aan de grote balzaal. Een zeer bekend ontwerp van Beyaert is het huis Hier ist in den Kater en de Kat waarmee hij een architectuurwedstrijd won die door de stad Brussel was uitgeschreven nadat de grote werken van de overwelving van de Zenne voltooid waren. Dit huis, geïnspireerd op de barokke gevels van de gildehuizen op de Grote Markt, was eveneens in Vlaamse neorenaissancestijl gebouwd.
Tijdens deze periode ondernam Beyaert verscheidene studiereizen naar  onder meer Frankrijk, Italië, Duitsland, Hongarije, Engeland en Egypte. Hij maakte er architecturale schetsen van verscheidene gebouwen in die landen.

### Derde periode (1880-1894)
Zijn derde en laatste periode kan gesitueerd worden vanaf 1880 en werd gekenmerkt door ontwerpen in Vlaamse neorenaissancestijl, maar ook door de eerste tekenen van de art nouveau die zichtbaar werden. Zijn eerste ontwerp van die periode was de Kleine Zavel, een parkje omgeven door een volledig uitgewerkte smeedijzeren afsluiting die geïnspireerd was op deze van het vroegere Paleis op de Koudenberg. De afsluiting wordt onderbroken door kleine zuilen met 48 bronzen beeldjes (die werden ontworpen door Paul Hankar die toen nog bezig was aan zijn architectuurstudie) die de Brusselse gilden voorstellen.
Zijn laatste realisatie was het gebouw van het Ministerie van Spoorwegen, Posterijen en Telegrafie (1889-1892) dat later omgevormd werd tot het Huis der Parlementsleden.

## Invloed
Beyaert beïnvloedde het werk van verscheidene architecten, onder wie Henri Maquet, Jules Brunfaut, Paul Jaspar, Charles-Émile Janlet en vooral Paul Hankar, die zou uitgroeien tot zijn voornaamste medewerker. In 1888 was Victor Horta gedurende een aantal maanden een van zijn stagiairs. Zijn buitenechtelijke zoon Eugène Dhuicque werd eveneens architect en bleef zijn hele leven een buitengewone bewondering hebben voor het werk van Beyaert.
Beyaert was lid van de Koninklijke Commissie voor Monumenten van 1865 tot aan zijn dood in 1894 en was adviseur van de stad Brussel van 1867 tot 1881. Tevens was hij van 1876 tot 1881 lid van de Brusselse gemeenteraad. In 1888 werd hij lid van de Académie royale de Belgique.

## Belangrijkste ontwerpen

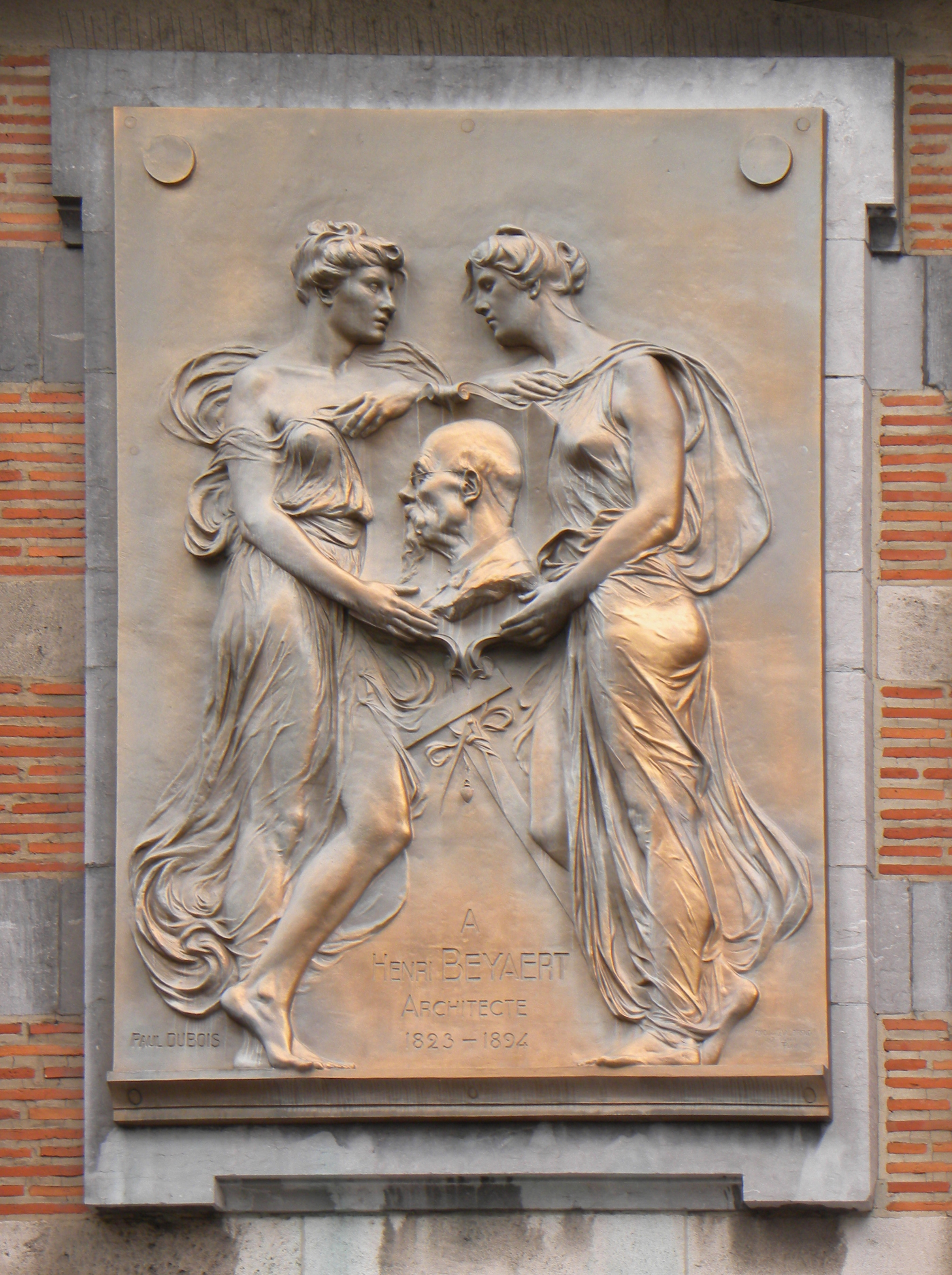
Hendrik Beyaert, 1823-1894. Bas-reliëf van Paul Dubois, op de zijgevel van het Huis der Parlementariers in de Hertogstraat te Brussel

### Privé-opdrachten
- Herenhuis - Brussel, Kunstlaan, 26 (1851)
- Herenhuizen - Brussel, Charleroisesteenweg, 5-7-9 (1858-1860)
- Kasteel van het Domaine Provincial de Chevetogne (1863)
- Herenhuis - Kortrijk, Doorniksewijk, 22 (1864)
- Kasteel van Faulx-les-Tombes (1865-1868, uitbreiding en restauratie)
- Feestzalen van de Concert Noble - Brussel, Aarlenstraat, 82 (1870-1873)
- Huis Hier ist in den kater en de kat - Brussel, Adolphe Maxlaan, 1 (1874)
- Kasteel van Wespelaar (1881-1883)
- Kasteel Marnix de Sainte-Aldegonde in Bornem en haar bijgebouwen (1883-1894)

### Openbare opdrachten
- Hoofdzetel van de Nationale Bank van België - Brussel, Wildewoudstraat (1860-1878)
- Restauratie et transformatie in een museum van de Hallepoort (1863-1871)
- School in Zinnik (1876-1877)
- Kantoor van de Nationale Bank van België in Antwerpen (1875-1879)
- Station en douane-entrepôt - Doornik (1874-1879)
- Sint-Jozefskerk - Faulx-les-Tombes (1879-1882, met decoraties van Paul Hankar)
- Park van de Kleine Zavel (1880-1899) (voltooid door Paul Hankar)
- Paleis der Natie, heropbouw na brand, Wetstraat (1883-1886)
- Sint-Martinuskerk - Everberg (1886-1894, restauratie en uitbreiding; met decoraties van Paul Hankar en Adolphe Crespin)
- Sint-Janskerk (Borgerhout) (1890-1899)
- Hoofdzetel van de Algemene Spaar-en Lijfrentekas - Brussel, Wolvengracht (1890)
- Ministerie van Spoorwegen, Posterijen, Telegrafie en Zeewezen - Brussel, Leuvensestraat (1890-1894, omgevormd tot Huis der Parlementsleden)
- De Brouckèrefontein, 1866 Naamsepoort en verplaatst naar Laken, Jan Palfijnsquare in 1977

## Trivia

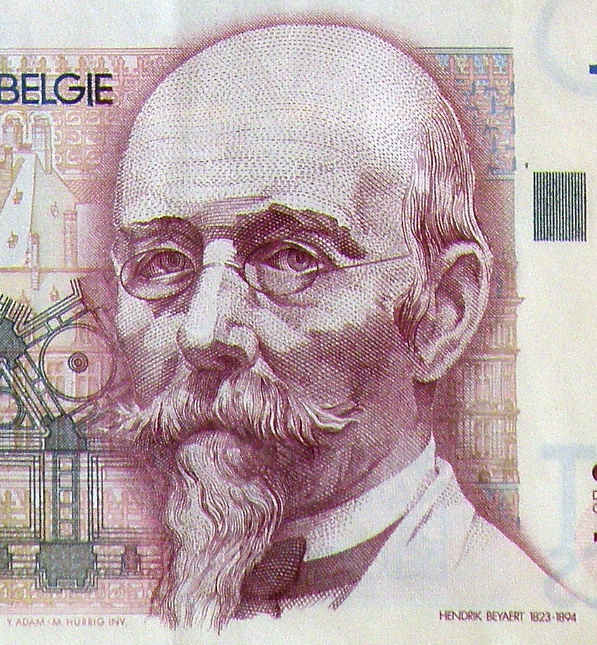
Belgisch bankbiljet

Zijn afbeelding, naar een portret van Eugène Broerman, sierde van 1978 tot 1994 het biljet van 100 Belgische frank.